# 암살단

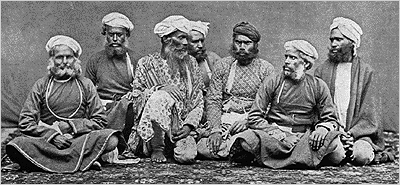
1894년 촬영된 암살단원들.

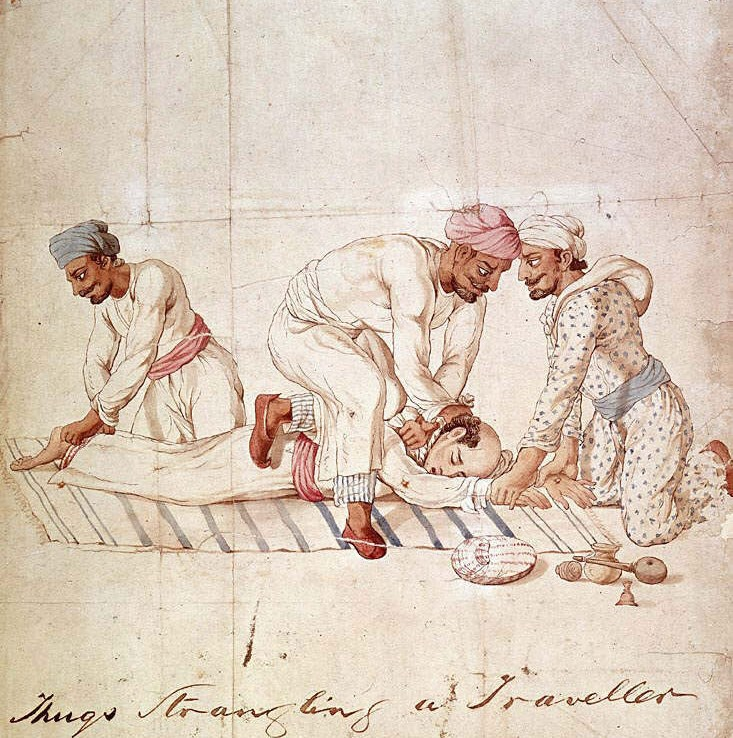
암살단의 범행수법을 그린 수채화

암살단(暗殺團, 산스크리트어: स्थग, 힌디어: ठग्गी, 우르두어: ٹھگ, 신드어: ٺوڳي، ٺڳ, 칸나다어: ಠಕ್ಕ, 영어: thug)은 전문 암살자들로 이루어진 인도의 유서깊은 범죄 조직이다.
암살단은 600년 이상 인도 사회 음지에 암약해 왔다. 암살단원은 힌두교도도 있고 무슬림도 있다. 1356년경 Ẓiyā-ud-Dīn Baranī가 쓴 《Fīrūz Shāh의 역사》에서 그 존재가 처음 언급된다. 1830년대 인도 총독 윌리엄 헨리 벤팅크와 그 부관 윌리엄 헨리 슬리먼이 이 조직을 뿌리뽑으려 했다. 이 때의 소탕으로 인해 암살단은 일단 외견상 와해되었다.
암살단원은 나그네들과 동행하다가, 손수건 또는 올가미를 희생자의 목에 돌연 감아 질식시키는 수법을 사용했다. 그 뒤 귀중품을 털고 시체를 암매장했다. 때문에 암살단원을 "올가미를 사용하는 자"라는 뜻으로 판시가르(Phansigar)라고도 불렀으며, 남인도에서는 이 이름이 더 흔하게 사용된다.